# 越南四色

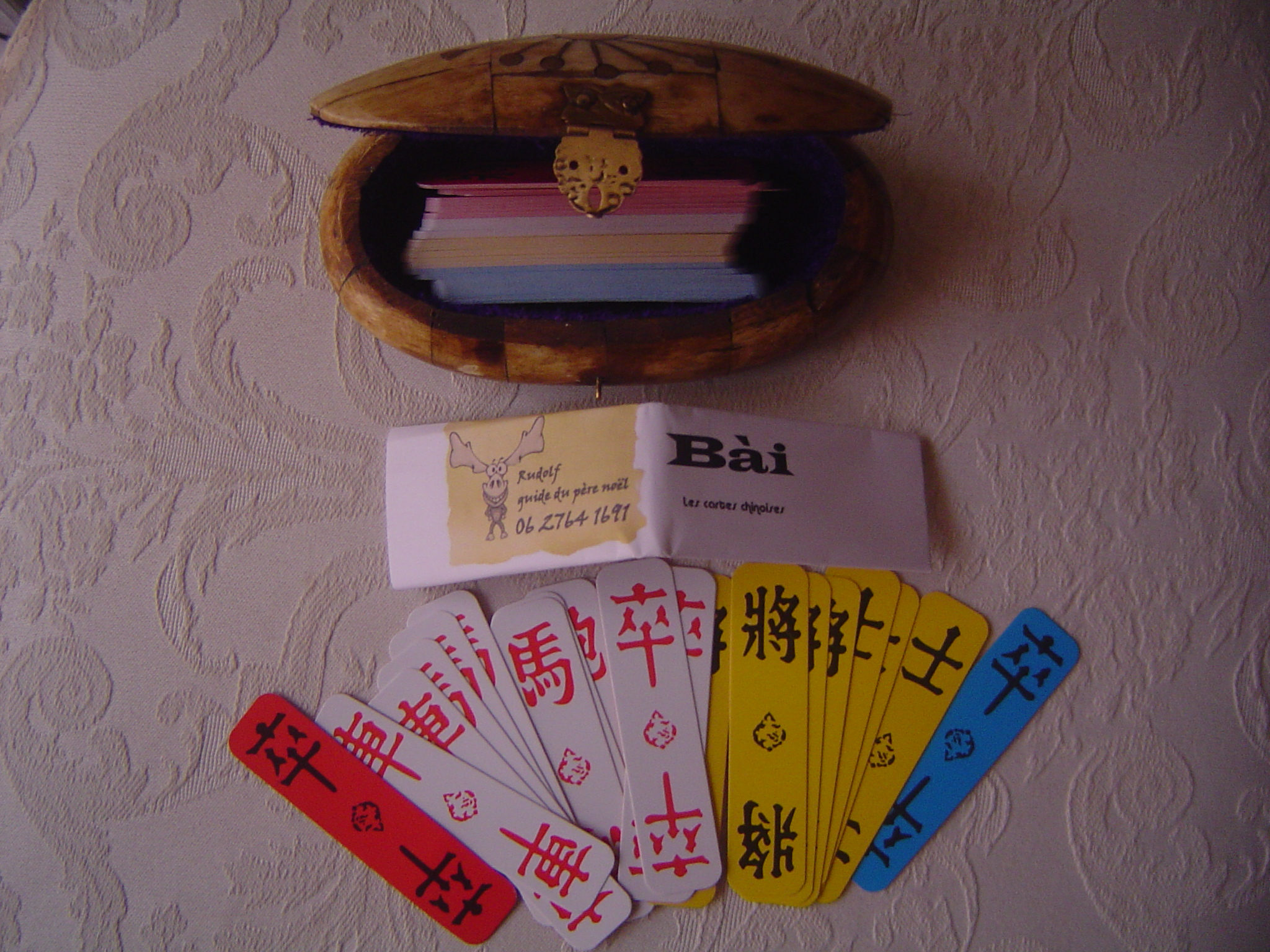
越南四色牌

越南四色，是流傳於越南的四色牌遊戲。

## 牌具
- 一般的四色牌。

## 牌規

### 流程
- 兩到四人遊戲。莊家摸二十一張，閒家摸二十張。
- 行牌前將暗槓亮牌，並且說出暗刻的組數。
- 行牌類似麻將，由莊家先打出牌，同樣有吃、碰、槓。摸牌需公布，如不能吃、明碰、明槓就需打出。需能組成以下五種才能吃牌，但不能再以該牌型組成別的牌型。
  - 三張三色的卒，稱為三色兵。
  - 四張四色的卒，稱為四色兵。
  - 三張同色的將士象，稱為將士象。
  - 三張同色的車馬包，稱為車馬包。
  - 對子。
- 除將帥可以單獨外、其餘牌皆成牌型時就能胡牌。[1]

### 牌值
- 總胡數等於：
  - 無槓子時，加13胡。
  - 有槓子時，先加3胡，再翻一倍，最後加10胡。
  - 將帥若不是刻、槓、將士象，則每張各自算分。
- 各牌組的胡數如下表。[1]。

| 牌型   | 胡數 |
| ------ | ---- |
| 將帥   | 1    |
| 車馬包 | 1    |
| 將士象 | 1    |
| 三色兵 | 1    |
| 四色兵 | 2    |
| 明刻   | 1    |
| 暗刻   | 3    |
| 明槓   | 6    |
| 暗槓   | 8    |